# 新居格

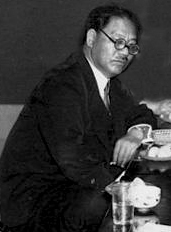
新居格

新居 格（にい いたる、1888年（明治21年）3月9日 - 1951年（昭和26年）11月15日）は、日本の文筆家、政治家。主に評論や翻訳などで活躍した。

## 来歴

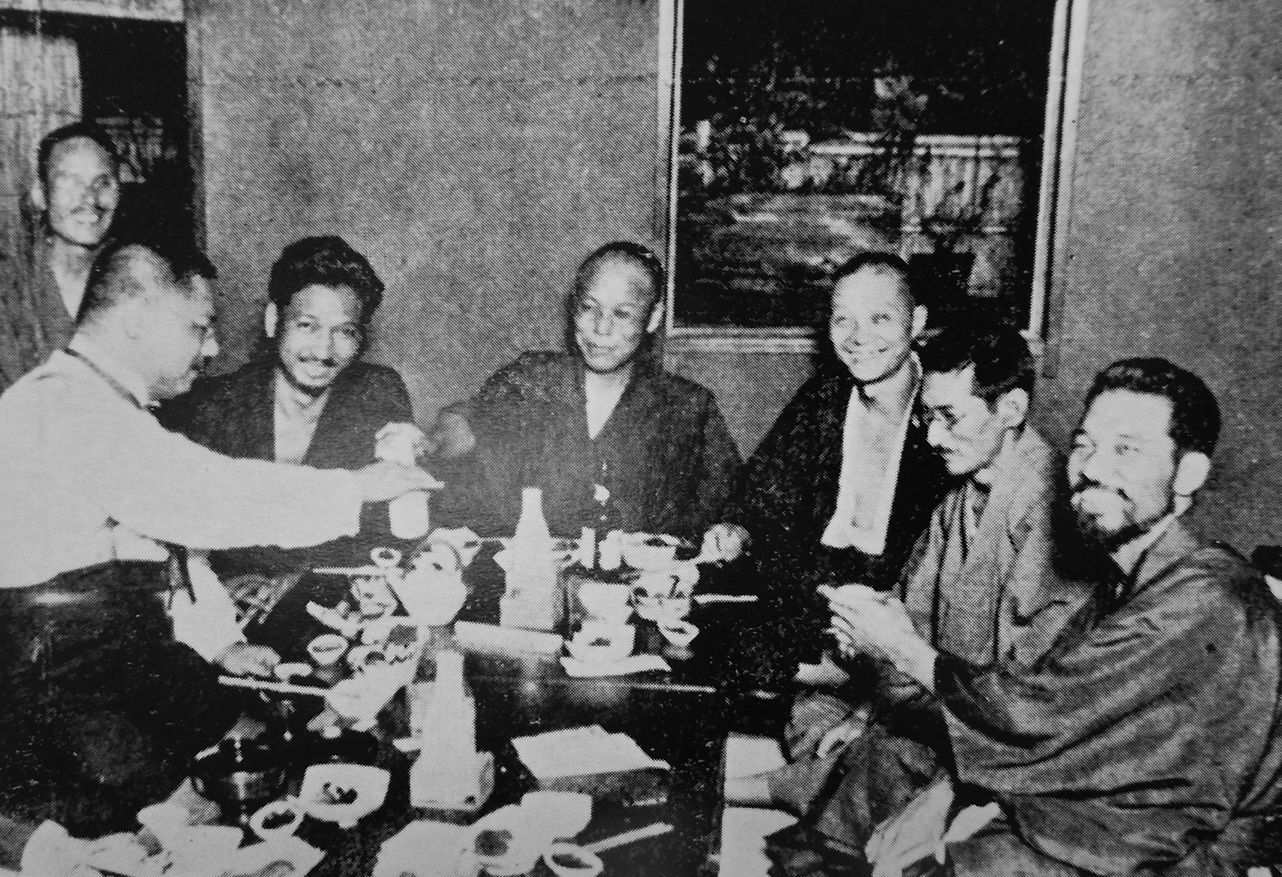
左手前から、新居格（白いシャツ）、大杉栄、堺利彦、山崎今朝弥、山川均、近藤栄蔵。左奥の人物は不明。1922年撮影。

徳島県生まれ。東京帝国大学法科大学政治学科卒業。読売新聞や東京朝日新聞などの記者を経て文筆業となる。
大正から昭和にかけて評論家として活躍した。モダニズム文学や当時の風俗に造詣が深く、新感覚派の一人だと目されていた。大宅壮一によれば、モガ・モボという言葉を作り出したのは彼だという。
翻訳家としては、著作権侵害で訴えられたパール・S・バック原著の『大地』が代表作。
政治的にはアナキストだった。戦後間もない1947年（昭和22年）4月の第1回参議院議員通常選挙に全国区から立候補したが辞退し、同月の杉並区の初代公選区長に担ぎ出されて当選（但し1年後に辞任）。その後も日本ペンクラブ幹事・日本ユネスコ協会理事・生活協同組合理事として講演や座談会を精力的にこなした。
1951年（昭和26年）11月15日脳溢血により死去、63歳だった。労働運動家・農民運動家の賀川豊彦はいとこにあたる。

## 著書

### 単著
- 『左傾思潮』文泉堂書店、1921年9月。 NCID BA3758708X。全国書誌番号:43035756。
- 『労農ロシアの芸術論』日本フェビアン協会〈日本フェビアン協会パンフレット〉、1925年7月。 NCID BN14441393。全国書誌番号:42013786。
- 『近代心の解剖』至上社、1925年9月。 NCID BA31226861。全国書誌番号:43048863。
  - 『近代心の解剖』日本図書センター〈文化社会学基本文献集 第1期（戦前編） 第5巻〉、2011年6月。ISBN 9784284401524。 NCID BB06541922。全国書誌番号:21954572。
- 『創作集 月夜の喫煙』解放社〈解放群書 第1編〉、1926年3月。 NCID BA85558741。全国書誌番号:43051263。
  - 『創作集 月夜の喫煙』（再版）不二屋書房、1935年7月。全国書誌番号:47009648。
- 『季節の登場者』人文会出版部〈日本エッセイ叢書 第5〉、1927年2月。 NCID BA44686762。全国書誌番号:47025050。
- 『近代明色』中央公論社、1929年11月。 NCID BA45050344。全国書誌番号:46083423。
- 『風に流れる』新時代社、1930年1月。 NCID BA45834082。全国書誌番号:46080433。
- 『アナキズム芸術論』天人社〈新芸術論システム 第3巻〉、1930年5月。 NCID BN13338118。全国書誌番号:47002375。
  - 『アナキズム芸術論 新芸術論システム』黒色戦線社、1988年1月。 NCID BN02357835。全国書誌番号:88042643。
  - 『アナキズム芸術論』ゆまに書房〈新芸術論システム 3〉、1991年5月。ISBN 9784896684179。 NCID BN06332224。全国書誌番号:91044066。
- 『ジプシーの明暗』万里閣〈悪の華文庫 第4〉、1930年12月。 NCID BA89644721。全国書誌番号:46076641。
- 『新創作集 街の抛物線』尖端社、1931年3月。 NCID BN06155796。全国書誌番号:47021219。
- 『随筆集 生活の錆』岡倉書房、1933年12月。 NCID BN06155402。全国書誌番号:47004600。
- 『女性点描』南光社、1934年10月。 NCID BA71716979。全国書誌番号:47009600。
- 『情熱の妖花クレオパトラ』新潮社〈新伝記叢書 第4〉、1936年6月。 NCID BB23599882。全国書誌番号:46059178。
- 『生活の窓ひらく』第一書房、1936年8月。 NCID BA36732376。全国書誌番号:46060297。
- 『街の哲学』青年書房、1941年1月。 NCID BA4469173X。全国書誌番号:46027866。
- 『野雀は語る』青年書房、1941年7月。 NCID BN15420592。全国書誌番号:46027867。
- 『戦争と文化』育生社弘道閣〈新世代叢書 16〉、1941年9月。 NCID BA68113465。
- 『新しき倫理』金鈴社、1942年11月。 NCID BB0351448X。全国書誌番号:46013209。
- 『心のひゞき』道統社、1942年11月。 NCID BA42219788。全国書誌番号:46027863。
- 『新女大学』全国書房、1943年1月。 NCID BN05801625。全国書誌番号:46002565。
- 『心の日曜日』大京堂書店、1943年10月。 NCID BN08158194。全国書誌番号:46027864。
- 『人間復興』玄同社〈玄同文庫〉、1946年6月。 NCID BN05026812。全国書誌番号:52012439。
- 『新女性教養読本』協和出版社、1946年7月。 NCID BN05091213。全国書誌番号:46013221。
- 『市井人の哲学』清流社、1947年12月。 NCID BA37322722。全国書誌番号:46008287。
- 『心の暦日』川崎出版社〈川崎文庫 3〉、1947年12月。 NCID BA46765779。全国書誌番号:46027865 全国書誌番号:48009200。
- 『区長日記』学芸通信社、1955年4月。 NCID BN05514292。全国書誌番号:55004310。
- 『遺稿 新居格杉並区長日記』新居好子監修、波書房、1975年9月。 NCID BB07701638。全国書誌番号:72005653。
- 『杉並区長日記 地方自治の先駆者・新居格』虹霓社、2017年10月。ISBN 9784990925208。 NCID BB26428988。全国書誌番号:23125547。

### 編集
- 『新興消費組合の理論と実際』解放社〈宣伝用書 1〉、1928年6月。 NCID BA38663784。
  - 『新興消費組合の理論と実際』解放社〈月刊社会科学選集 7〉、1931年10月。 NCID BB15293195。
- 『支那在留日本人小学生綴方現地報告』第一書房、1939年10月。 NCID BN15734295。全国書誌番号:22810793。
- 『男性論』昭和書房、1942年11月。 NCID BN0566008X。全国書誌番号:46002478。
- 『わが青春の日』現代社、1947年10月。 NCID BA86962141。

### 翻訳
- パピーニ『ジョヴァンニ・パピーニ自叙伝 終りし人』アテネ書院、1924年9月。 NCID BN10015382。全国書誌番号:43048080。
- ピョートル・クロポトキン『ロシヤ文学 その理想と現実』春陽堂〈クロポトキン全集 第9巻〉、1928年12月。 NCID BN11121498。
  - ピョートル・クロポトキン『ロシヤ文学 その理想と現実』（復刻版）黒色戦線社、1988年4月。 NCID BN02923910。全国書誌番号:88042991。
- ネットラウ「無政府主義思想史」『世界大思想全集 第35巻』春秋社、1930年1月。 NCID BN06147765。全国書誌番号:47031434 全国書誌番号:77100533。
- セリグマン、ブロックウェー、ニアリング『資本主義・社会主義・共産主義？ セリグマン・ブロックウェー・ニアリングの大論争』天人社、1930年5月。 NCID BA34955198。全国書誌番号:46093117。
- アンドレ・マルロー『熱風』先進社、1930年9月。 NCID BN14207476。全国書誌番号:47031390。
- マクシム・ゴーリキー『四〇年』天人社、1930年11月。 NCID BA33613632。全国書誌番号:47030665。
- ヴィッキイ・バウム『グランドホテル』創建社、1932年3月。 NCID BA43281335。全国書誌番号:47029778。
- パール・S・バック『大地』第一書房、1935年9月。 NCID BA53757624。全国書誌番号:47032245。
  - パール・S・バック『大地』 第1巻、中野好夫補訳、新潮社〈新潮文庫〉、2013年6月。ISBN 9784102099018。 NCID BB1322972X。全国書誌番号:22499765。
  - パール・S・バック『大地』 第2巻、中野好夫補訳、新潮社〈新潮文庫〉、2013年6月。ISBN 9784102099025。 NCID BB1322972X。全国書誌番号:22499768。
  - パール・S・バック『大地』 第3巻、中野好夫補訳、新潮社〈新潮文庫〉、2013年6月。ISBN 9784102099032。 NCID BB1322972X。全国書誌番号:22499787。
  - パール・S・バック『大地』 第4巻、中野好夫補訳、新潮社〈新潮文庫〉、1954年。ISBN 9784102099049。 NCID BB1322972X。全国書誌番号:22499793。
- パール・S・バック『息子達』第一書房、1936年6月。 NCID BA85806027。全国書誌番号:47036573。
  - パール・S・バック『息子達』（改装版）第一書房、1936年12月。 NCID BN14179687。
- パール・S・バック『分裂せる家』第一書房、1936年12月。 NCID BA85806708。全国書誌番号:47034282。
- オルガ・デイミトリーヴナ『真相ソ聯』豊文書院、1937年11月。 NCID BN08719768。全国書誌番号:47035010。
- 林語堂『我国土・我国民』豊文書院、1938年7月。 NCID BA37827933。全国書誌番号:46062602。
  - 林語堂『改訂 我国土・我国民』（改訂3版）豊文書院、1940年4月。 NCID BA3984716X。全国書誌番号:54008883。
- マージョリー・キナン・ローリングス『イアリング』四元社、1939年9月。 NCID BA41828543。全国書誌番号:47036592。
- ジョン・スタインベック『怒りの葡萄』 上巻、第一書房、1940年6月。 NCID BA46206948。全国書誌番号:47035989。
- パール・S・バック『ありのまゝの貴女』今日の問題社〈ノーベル賞文学叢書 第5〉、1940年11月。 NCID BA46207598。全国書誌番号:47036518。
  - パール・S・バック『ありのまゝの貴女』（復刻版）本の友社〈ノーベル賞文学叢書 第5〉、2005年7月。ISBN 9784894395022。 NCID BA72838381。全国書誌番号:20854303。
- クリストフワー・モーリ『青春の記録』洛陽書院、1940年6月。 NCID BA46205683。全国書誌番号:47036591。
- マージョリー・キナン・ローリングス『イアリング』洛陽書院、1940年7月。 NCID BA47848485。全国書誌番号:20625387。
- レイモント「秋の巻（上）」『農民』 第1部、文学社、1945年7月。 NCID BA31662091。全国書誌番号:46032994。
- カール・ヨアヒム・フリードリッヒ『未来の旗 普通人への新たな期待』大泉書店、1948年12月。 NCID BA36136948。全国書誌番号:46008538 全国書誌番号:48000467。
- パール・S・バック『竜子』 上巻、労働文化社、1950年6月。 NCID BN14164067。全国書誌番号:50003312。
- パール・S・バック『竜子』 下巻、労働文化社、1950年6月。 NCID BN14164067。全国書誌番号:50003798。

### 共訳
- E.P.プレンティス 著、新居格・山内房吉 訳『人類生活史』東洋経済新報社、1942年9月。 NCID BN06101243。全国書誌番号:46013827。

### 監修
- 松元竹二 編『国民百科新語辞典』新居格・木村毅監修、非凡閣〈小辞典全集 第11巻〉、1934年。 NCID BA8832655X。全国書誌番号:47004620。

### 伝記
- 和巻耿介『評伝 新居格』文治堂書店、1991年
- 小松隆二『新居格の生涯　自治を最高の基礎として』論創社、2023年